# Десятовка
Десятовка — река в Томской области России. Устье реки находится в 4 км по левому берегу реки Усковка. Длина реки составляет 21 км. На реке единственный населённый пункт — село Десятово.

## Данные водного реестра
По данным государственного водного реестра России относится к Верхнеобскому бассейновому округу, водохозяйственный участок реки — Обь от Новосибирского гидроузла до впадения реки Чулым, без рек Иня и Томь, речной подбассейн реки — бассейны притоков (Верхней) Оби до впадения Томи. Речной бассейн реки — (Верхняя) Обь до впадения Иртыша.